# Hundtandslilja
Hundtandslilja (Erythronium dens-canis) är en art i familjen liljeväxter. Hundtandslilja är en knölväxt med marmorerade blad. Kalkbladen är uppåtriktade medan ståndare och pistiller pekar nedåt.